# Opisthognathe
Opisthognathe est un terme utilisé en anatomie, zoologie et entomologie pour décrire une conformation particulière de la tête.

## Étymologie
Formé à partir du grec opisthen (derrière, en arrière) et gnatos (mâchoire).

## Anatomie humaine
Un opisthognate est une personne qui présente un opisthognathisme, c'est-à-dire dont la mâchoire inférieure et la base du visage sont insuffisamment développées et donnent l'impression, outre l'absence plus ou moins marquée du menton, d'un retrait en arrière du maxillaire inférieur. C’est donc l'inverse du prognathisme.

## Entomologie
Opisthognathe est un (adjectif) souvent utilisé en entomologie pour désigner une orientation de la tête de l'insecte vers l’arrière, tout en conservant une position ventrale (ex: puceron).

## Zoologie
Opisthognathe est utilisé par Georges Cuvier pour désigner le genre de poissons, Opisthognatus de la famille des Opistognathidae.